# Richard Blacow
Richard Blacow MA (falecido em 1760) foi um cónego de Windsor de 1754 a 1760.

## Carreira
Ele foi educado no Brasenose College, Oxford e formou-se BA em 1744, MA em 1747.
Ele foi ordenado diácono em Rochester em 24 de setembro de 1749.
Ele foi nomeado:
- Membro da Royal Society 1754-1760
- Reitor de Hartley Westpall 1757 - 1760

Ele foi nomeado para a oitava bancada na Capela de São Jorge, Castelo de Windsor em 1754 e ocupou a canonaria até 1760.